# Olga Lauristin
Olga Lauristin, född 1903, död 2005, var en estländsk politiker (kommunist) och Estlands första kvinnliga minister. Hon var socialförsäkringsminister 1944–1947 och filmkonstminister 1947–1951. 